# 横丁の大将
『横丁の大将』は、NHK総合テレビで1954年4月18日から1955年3月28日まで、放送された日本のテレビドラマ
全19話が制作されましたが、第5回と第6回の間に2ヶ月の中断されている。
生放送だったため、映像は現存しない。

## キャスト
- 大将 - 土屋靖雄
- グズ助 - 峰尾滋雄

## 放送リスト
| 回数 | 放送日        | タイトル         |
| ---- | ------------- | ---------------- |
| 1    | 1954年4月18日 | 看板事件の巻     |
| 2    | 1954年5月8日  | 横丁の大将（２） |
| 3    | 1954年6月15日 | 横丁の大将（３） |
| 4    | 1954年7月18日 | 納凉大会の巻     |
| 5    | 1954年8月8日  | 横丁の大将（５） |

| 回数 | 放送日         | タイトル |
| ---- | -------------- | -------- |
| 6    | 1954年10月5日  |          |
| 7    | 1954年10月12日 |          |
| 8    | 1954年10月19日 |          |
| 9    | 1954年10月26日 |          |
| 10   | 1954年11月1日  |          |
| 11   | 1954年11月13日 |          |
| 12   | 1954年11月15日 |          |
| 13   | 1954年12月13日 |          |
| 14   | 1954年12月27日 |          |
| 15   | 1955年1月10日  |          |
| 16   | 1955年1月24日  |          |
| 17   | 1955年2月14日  |          |
| 18   | 1955年2月28日  |          |
| 19   | 1955年3月28日  |          |